# Av (mês)
Ab ou Av (hebraico: אָב) é o nome pós-exílico do 5.° mês lunar do calendário sagrado judaico, mas o 11.° do calendário secular. Corresponde a parte de julho e parte de agosto.
O significado do nome ab (av) é incerto. Na Bíblia não é mencionado diretamente por nome, mas apenas como o “quinto mês”. No entanto, o nome aparece na Míxena e em outros escritos judaicos pós-exílicos.
Foi no primeiro dia de ab que Arão morreu no monte Hor. Segundo Reis 25:8 diz que foi no sétimo dia deste mês que Nebuzaradã, servo do rei de Babilônia, “veio a Jerusalém”. Entretanto, Jeremias 52:12 nos informa que foi no décimo dia deste mês que Nebuzaradã “entrou em Jerusalém”. A obra Soncino Books of the Bible (Livros da Bíblia, de Soncino) comenta isso: “O intervalo de três dias poderá ser contado como representando a data da chegada de Nebuzaradã em cena e o começo das operações.” (Editada por A. Cohen, Londres, 1949) De modo que parece que Nebuzaradã chegou a Jerusalém no sétimo dia, fez a sua inspeção desde o seu acampamento fora das muralhas da cidade, e deu instruções para a demolição das fortificações da cidade e o saque dos tesouros dela; finalmente, no décimo dia do mês, ele entrou na cidade e no santo templo dela. De acordo com Josefo, o templo de Herodes foi queimado pelos romanos no décimo dia do quinto mês (70 EC), e Josefo faz menção da exata correspondência desta data com o incêndio do primeiro templo, no mesmo dia, pelos babilônios.
Durante o exílio babilônico de 70 anos que se seguiu, este quinto mês era uma ocasião de jejuns e de lamentações em lembrança da destruição do templo em Jerusalém. Foi também no mês de ab que Esdras retornou à restaurada Jerusalém para instruir os judeus na Lei de Jeová.

## Acontecimentos históricos
- 1 de av: Arão morre.
- 4 de av: A muralha de Jerusalém começa a ser reconstruída.
- 9 de av: A destruição do Primeiro Templo e Segundo Templo.
- 28 de av: Moisés quebrou as Tábuas da Lei quando desceu do Monte Sinai.

Tais acontecimentos o transformaram (antes, um mês de colheita, festa e alegria) em um mês de pranto.